# Cercoux
Cercoux est une commune du Sud-Ouest de la France située dans le département de la Charente-Maritime (région Nouvelle-Aquitaine).
Ses habitants sont appelés les Cercouziens et les Cercouziennes.

## Géographie

### Communes limitrophes
|                     | Clérac          | Saint-Pierre-du-Palais |
| Lapouyade (Gironde) | Cercoux         | La Clotte              |
| Maransin (Gironde)  | Bayas (Gironde) | Lagorce (Gironde)      |

## Urbanisme

### Typologie
Au 1er janvier 2024, Cercoux est catégorisée commune rurale à habitat très dispersé, selon la nouvelle grille communale de densité à 7 niveaux définie par l'Insee en 2022.
Elle est située hors unité urbaine et hors attraction des villes,.

### Occupation des sols
L'occupation des sols de la commune, telle qu'elle ressort de la base de données européenne d’occupation biophysique des sols Corine Land Cover (CLC), est marquée par l'importance des forêts et milieux semi-naturels (61,4 % en 2018), une proportion sensiblement équivalente à celle de 1990 (61,5 %). La répartition détaillée en 2018 est la suivante : 
forêts (61,4 %), zones agricoles hétérogènes (28,4 %), prairies (7,2 %), cultures permanentes (1,6 %), zones urbanisées (0,7 %), mines, décharges et chantiers (0,7 %). L'évolution de l’occupation des sols de la commune et de ses infrastructures peut être observée sur les différentes représentations cartographiques du territoire : la carte de Cassini (XVIIIe siècle), la carte d'état-major (1820-1866) et les cartes ou photos aériennes de l'IGN pour la période actuelle (1950 à aujourd'hui).

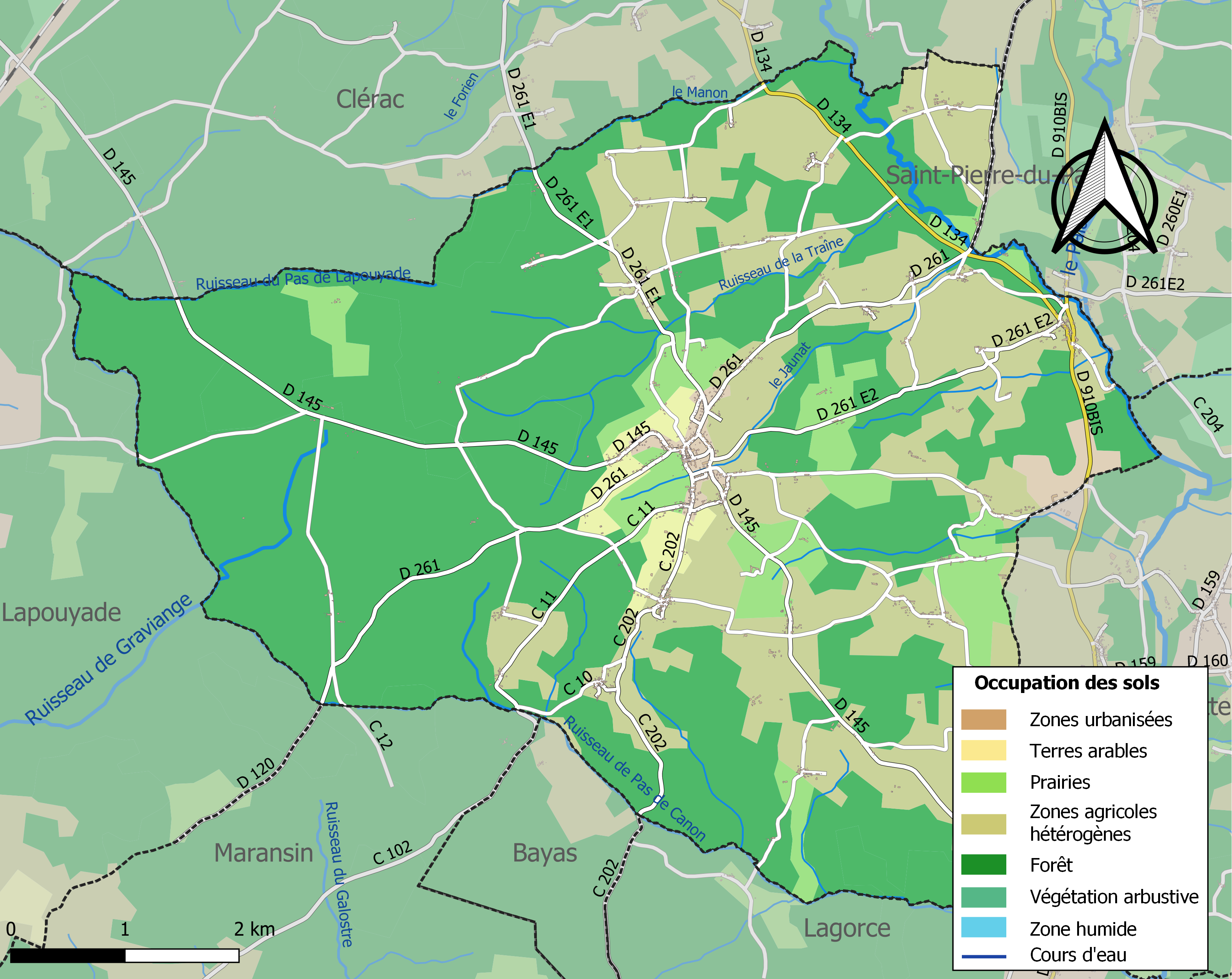
Carte des infrastructures et de l'occupation des sols de la commune en 2018 (CLC).

### Risques majeurs
Le territoire de la commune de Cercoux est vulnérable à différents aléas naturels : météorologiques (tempête, orage, neige, grand froid, canicule ou sécheresse), inondations, feux de forêts, mouvements de terrains et séisme (sismicité faible). Il est également exposé à un risque technologique,  le transport de matières dangereuses. Un site publié par le BRGM permet d'évaluer simplement et rapidement les risques d'un bien localisé soit par son adresse soit par le numéro de sa parcelle.

#### Risques naturels
Certaines parties du territoire communal sont susceptibles d’être affectées par le risque d’inondation par débordement de cours d'eau, notamment le Lary, le Palais et le ruisseau de Graviange. La commune a été reconnue en état de catastrophe naturelle au titre des dommages causés par les inondations et coulées de boue survenues en 1982, 1986, 1993, 1999 et 2010,.
Cercoux est exposée au risque de feu de forêt du fait de la présence sur son territoire du massif de la Double saintongeaise, un massif classé à risque dans le plan départemental de protection des forêts contre les incendies (PDPFCI), élaboré pour la période 2017-2026 et qui fait suite à un plan 2007-2016. Les mesures individuelles de prévention contre les incendies sont précisées par divers arrêtés préfectoraux et s’appliquent dans les zones exposées aux incendies de forêt et à moins de 200 mètres de celles-ci. L’article L.131-1 du code forestier et l’arrêté du 2 décembre 2020 règlementent l'emploi du feu en interdisant notamment d’apporter du feu, de fumer et de jeter des mégots de cigarette dans les espaces sensibles et sur les voies qui les traversent sous peine de sanctions. Un autre arrêté du 2 décembre 2020 rend le débroussaillement obligatoire, incombant au propriétaire ou ayant droit,,,.

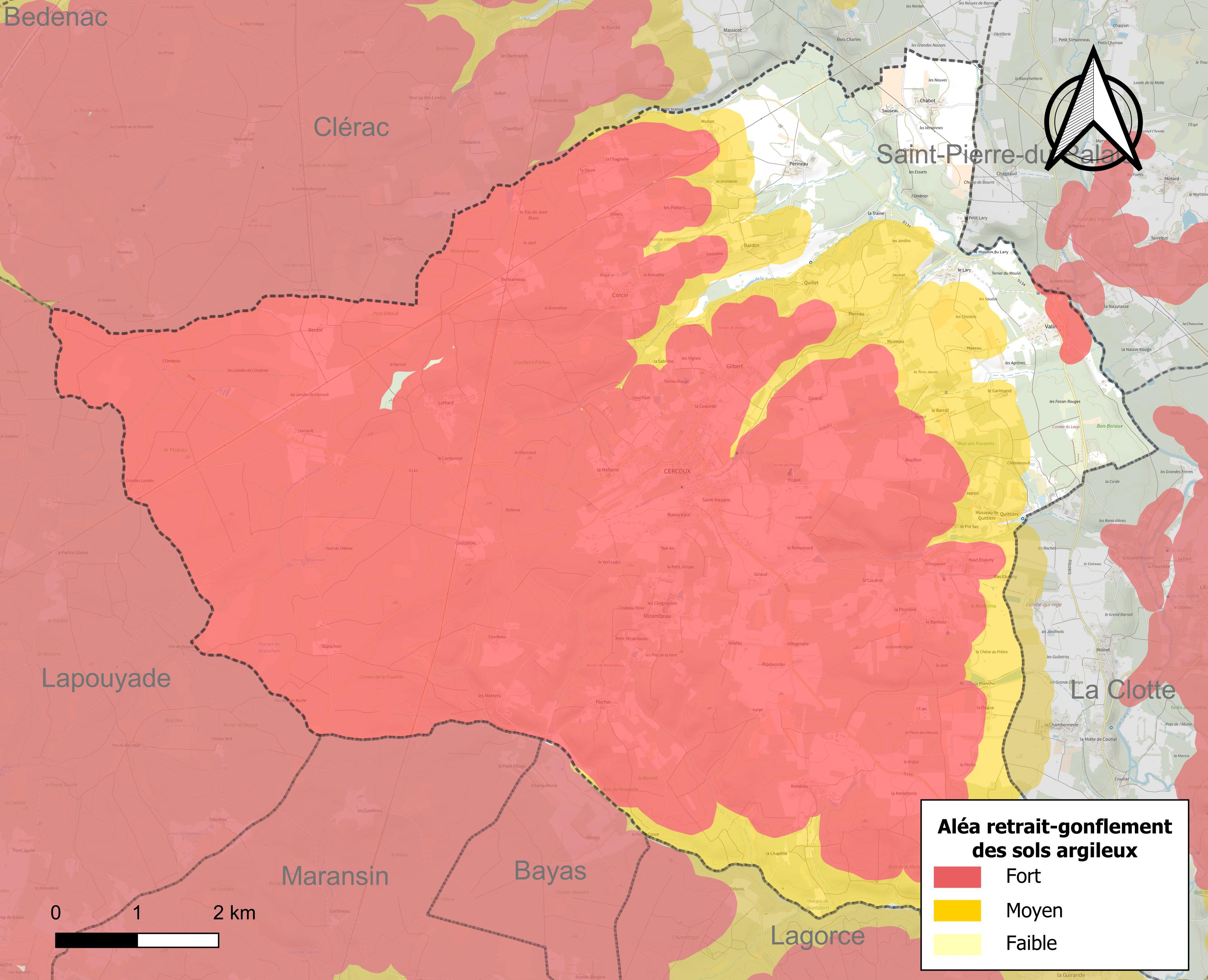
Carte des zones d'aléa retrait-gonflement des sols argileux de Cercoux.

Les mouvements de terrains susceptibles de se produire sur la commune sont des tassements différentiels.
Le retrait-gonflement des sols argileux est susceptible d'engendrer des dommages importants aux bâtiments en cas d’alternance de périodes de sécheresse et de pluie. 88,4 % de la superficie communale est en aléa moyen ou fort (54,2 % au niveau départemental et 48,5 % au niveau national). Sur les 681 bâtiments dénombrés sur la commune en 2019,  620 sont en aléa moyen ou fort, soit 91 %, à comparer aux 57 % au niveau départemental et 54 % au niveau national. Une cartographie de l'exposition du territoire national au retrait gonflement des sols argileux est disponible sur le site du BRGM,.
Par ailleurs, afin de mieux appréhender le risque d’affaissement de terrain, l'inventaire national des cavités souterraines permet de localiser celles situées sur la commune.
Concernant les mouvements de terrains, la commune a été reconnue en état de catastrophe naturelle au titre des dommages causés par la sécheresse en 1989, 1991, 1996, 2003, 2005, 2009 et 2017 et par des mouvements de terrain en 1999 et 2010.

#### Risques technologiques
Le risque de transport de matières dangereuses sur la commune est lié à sa traversée par une ou des infrastructures routières ou ferroviaires importantes ou la présence d'une canalisation de transport d'hydrocarbures. Un accident se produisant sur de telles infrastructures est susceptible d’avoir des effets graves sur les biens, les personnes ou l'environnement, selon la nature du matériau transporté. Des dispositions d’urbanisme peuvent être préconisées en conséquence.

## Toponymie
Une forme ancienne est Sercous en 1171.
Du latin sarcofagus qui a donné sarqueu en ancien français (« cercueil »), par extension « cimetière ».

## Histoire
En novembre 2016, un animateur radio belge,DJ O-Lit, a réalisé son record du monde de l'émission la plus longue de près de 202 heures au micro Radio Cadence Musique, une radio FM basée à Cercoux. Record validé par le Guinness Book.
En 2017, un habitant de Cercoux, Guy Belmon, fait l'objet d'une attention médiatique car il décide de vivre seul chez lui, dans sa cabane, au milieu de ses bois. Malgré ça, Jeanne Blanc, maire de Cercoux, rappelle qu'il est dans l'illégalité la plus totale : « La construction a été faite en toute illégalité et n'a donc pas lieu d'exister ». Guy Belmon risque l'expulsion.
Des parcelles ont été vendues et une maison a été construite malgré la non-conformité attestée par un expert judiciaire. Le lotissement dont l’autorisation préfectorale de la création remonte à 2009 nommé « Domaine de Levrault » devait accueillir 25 lots viabilisés en accession à la propriété.

## Politique et administration

### Liste des maires

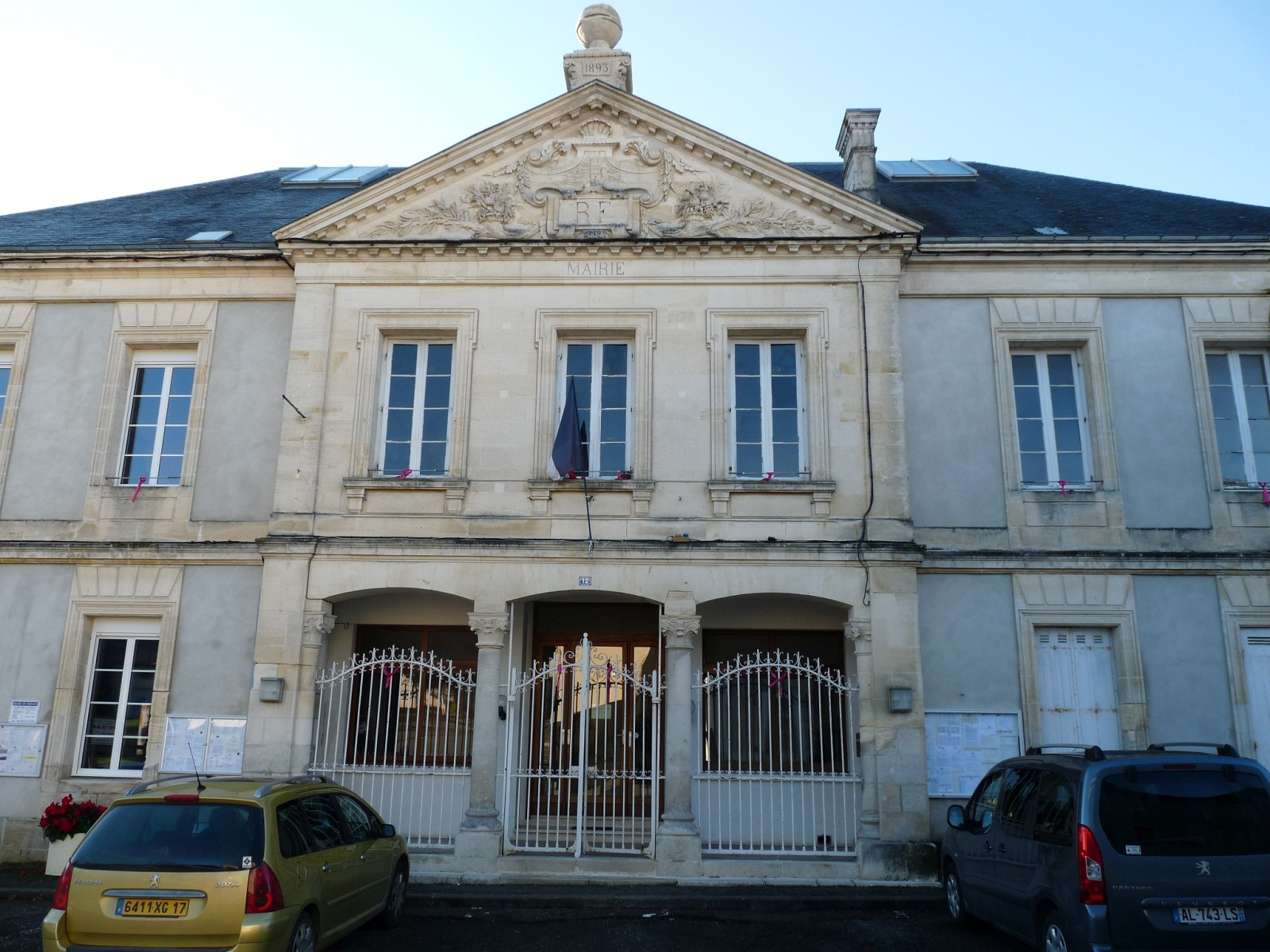
La mairie.

| Période                                  | Période  | Identité     | Étiquette | Qualité                                                     |
| ---------------------------------------- | -------- | ------------ | --------- | ----------------------------------------------------------- |
| Les données manquantes sont à compléter. |          |              |           |                                                             |
| juin 1995                                | 2014     | Alain Amarot |           |                                                             |
| avril 2014                               | En cours | Jeanne Blanc | DVG       | Infirmière libérale, conseillère départementale depuis 2021 |

## Démographie

### Évolution démographique
L'évolution du nombre d'habitants est connue à travers les recensements de la population effectués dans la commune depuis 1793. Pour les communes de moins de 10 000 habitants, une enquête de recensement portant sur toute la population est réalisée tous les cinq ans, les populations de référence des années intermédiaires étant quant à elles estimées par interpolation ou extrapolation. Pour la commune, le premier recensement exhaustif entrant dans le cadre du nouveau dispositif a été réalisé en 2005.

En 2022, la commune comptait 1 289 habitants, en évolution de +9,52 % par rapport à 2016 (Charente-Maritime : +4,04 %, France hors Mayotte : +2,11 %).
| 1793  | 1800  | 1806  | 1821  | 1831  | 1836  | 1841  | 1846  | 1851  |
| ----- | ----- | ----- | ----- | ----- | ----- | ----- | ----- | ----- |
| 1 500 | 1 425 | 1 340 | 1 634 | 1 824 | 1 772 | 1 701 | 1 723 | 1 828 |

| 1856  | 1861  | 1866  | 1872  | 1876  | 1881  | 1886  | 1891  | 1896  |
| ----- | ----- | ----- | ----- | ----- | ----- | ----- | ----- | ----- |
| 1 808 | 1 854 | 1 902 | 1 852 | 1 902 | 1 929 | 1 931 | 1 829 | 1 832 |

| 1901  | 1906  | 1911  | 1921  | 1926  | 1931  | 1936  | 1946  | 1954  |
| ----- | ----- | ----- | ----- | ----- | ----- | ----- | ----- | ----- |
| 1 883 | 1 810 | 1 622 | 1 610 | 1 603 | 1 601 | 1 522 | 1 378 | 1 431 |

| 1962  | 1968  | 1975  | 1982  | 1990  | 1999  | 2005  | 2006  | 2010  |
| ----- | ----- | ----- | ----- | ----- | ----- | ----- | ----- | ----- |
| 1 363 | 1 226 | 1 103 | 1 204 | 1 101 | 1 065 | 1 097 | 1 101 | 1 191 |

| 2015  | 2020  | 2022  | - | - | - | - | - | - |
| ----- | ----- | ----- | - | - | - | - | - | - |
| 1 178 | 1 267 | 1 289 | - | - | - | - | - | - |

### Pyramide des âges
En 2018, le taux de personnes d'un âge inférieur à 30 ans s'élève à 30,3 %, soit au-dessus de la moyenne départementale (29 %). À l'inverse, le taux de personnes d'âge supérieur à 60 ans est de 32,1 % la même année, alors qu'il est de 34,9 % au niveau départemental.
En 2018, la commune comptait 594 hommes pour 609 femmes, soit un taux de 50,62 % de femmes, légèrement inférieur au taux départemental (52,15 %).
Les pyramides des âges de la commune et du département s'établissent comme suit.
| Hommes | Classe d’âge | Femmes |
| ------ | ------------ | ------ |
| 1,0    | 90 ou +      | 2,8    |
| 9,4    | 75-89 ans    | 10,9   |
| 18,5   | 60-74 ans    | 21,4   |
| 20,6   | 45-59 ans    | 16,5   |
| 18,4   | 30-44 ans    | 20,0   |
| 12,0   | 15-29 ans    | 10,0   |
| 20,1   | 0-14 ans     | 18,4   |

| Hommes | Classe d’âge | Femmes |
| ------ | ------------ | ------ |
| 1,1    | 90 ou +      | 2,6    |
| 10,1   | 75-89 ans    | 12,6   |
| 22     | 60-74 ans    | 23,2   |
| 20,1   | 45-59 ans    | 19,7   |
| 16,1   | 30-44 ans    | 15,6   |
| 15,2   | 15-29 ans    | 12,7   |
| 15,4   | 0-14 ans     | 13,6   |

## Équipements, services et vie locale
Le bourg accueille une épicerie multi-services, une école, une salle des fêtes et un bureau de poste.

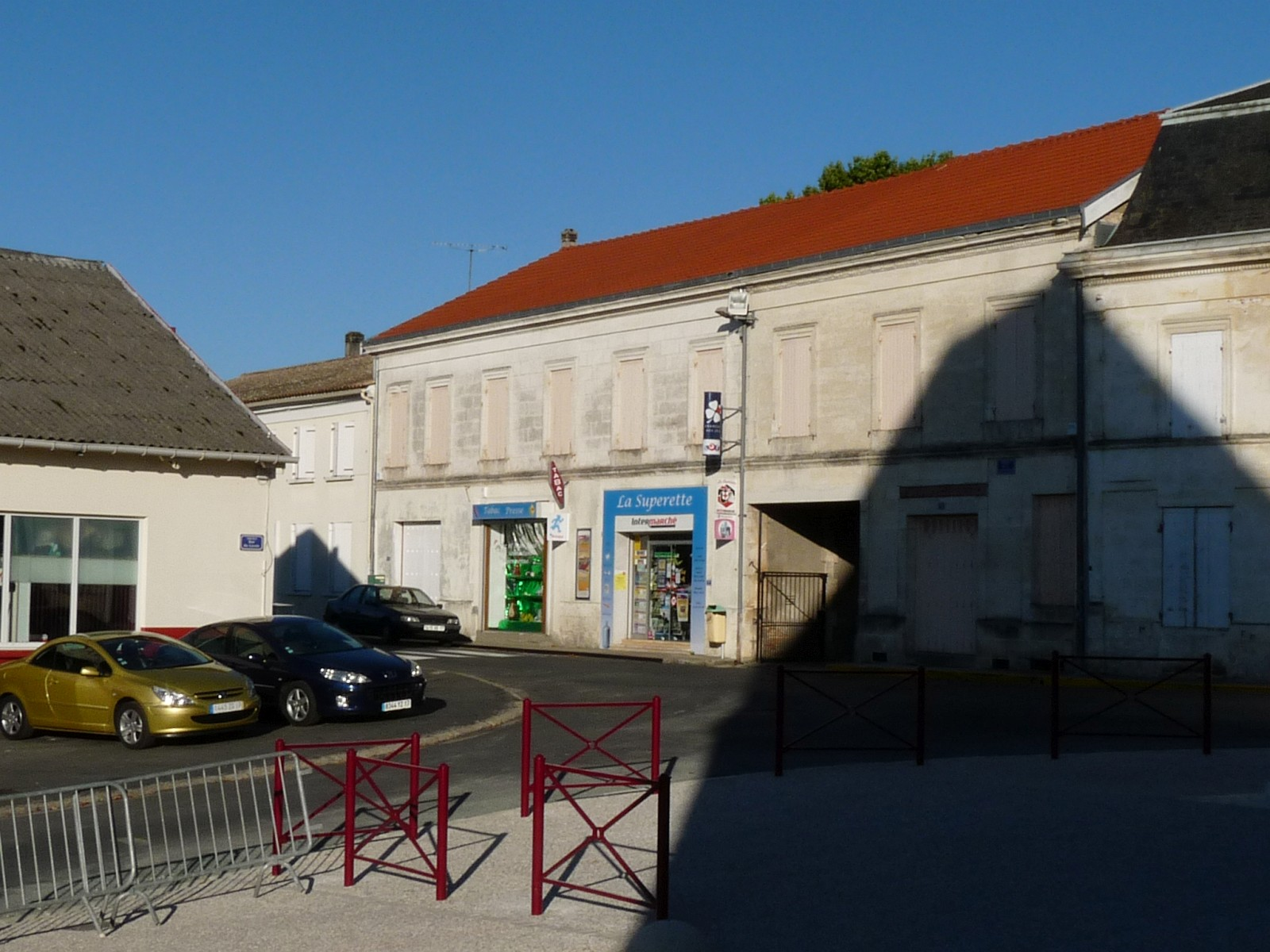
Place de l'Église.
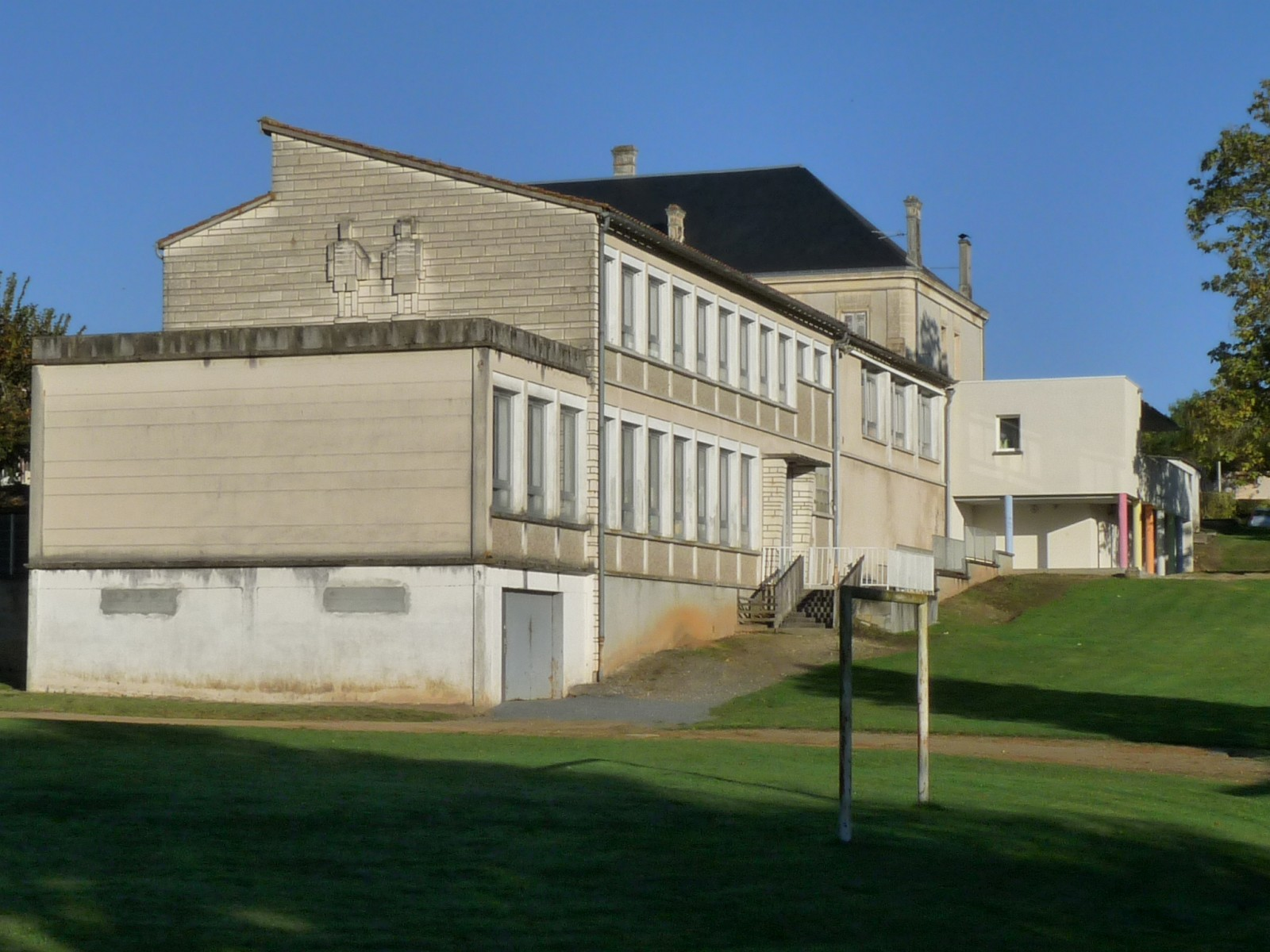
L'école.
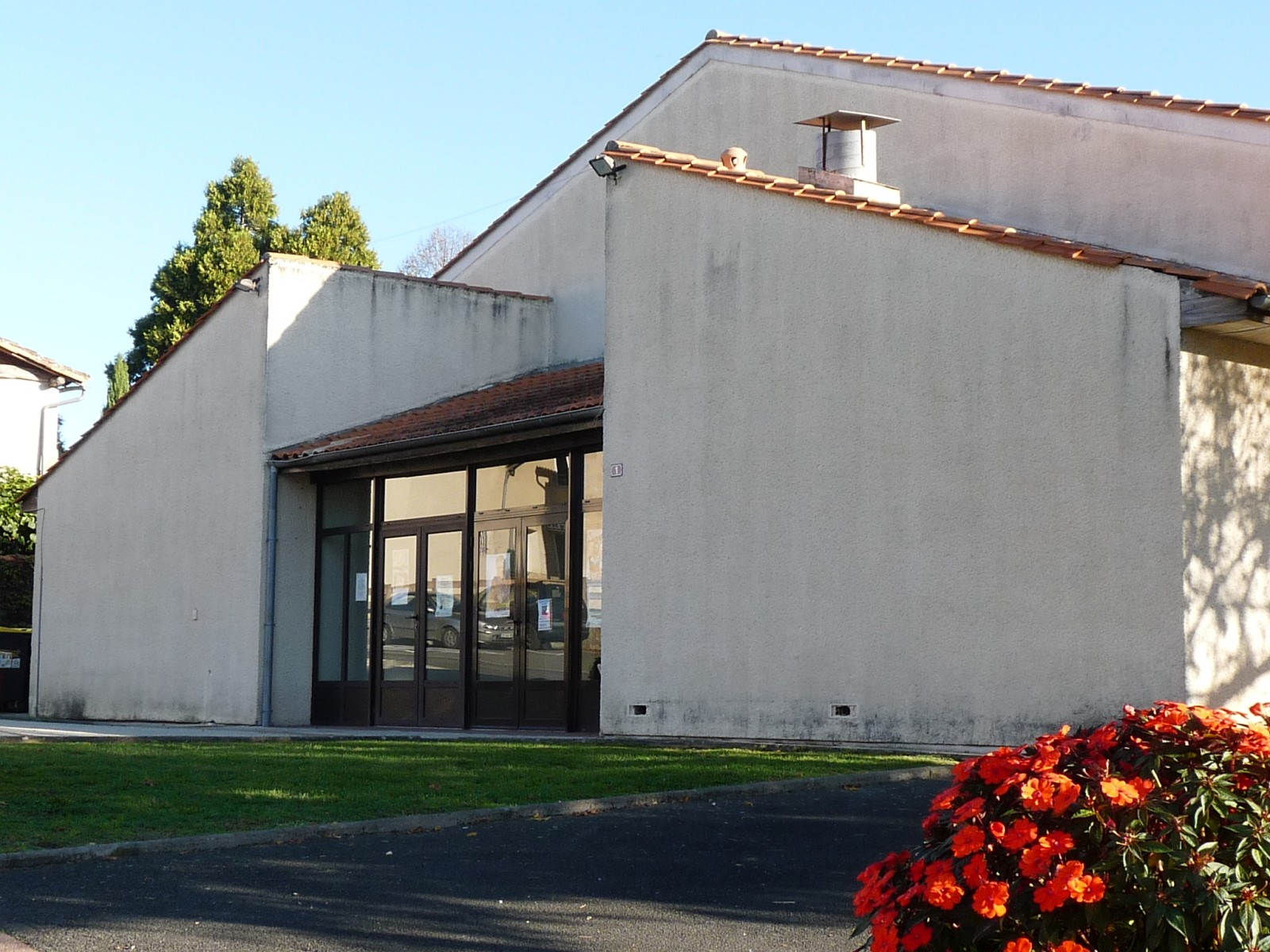
Salle des fêtes.
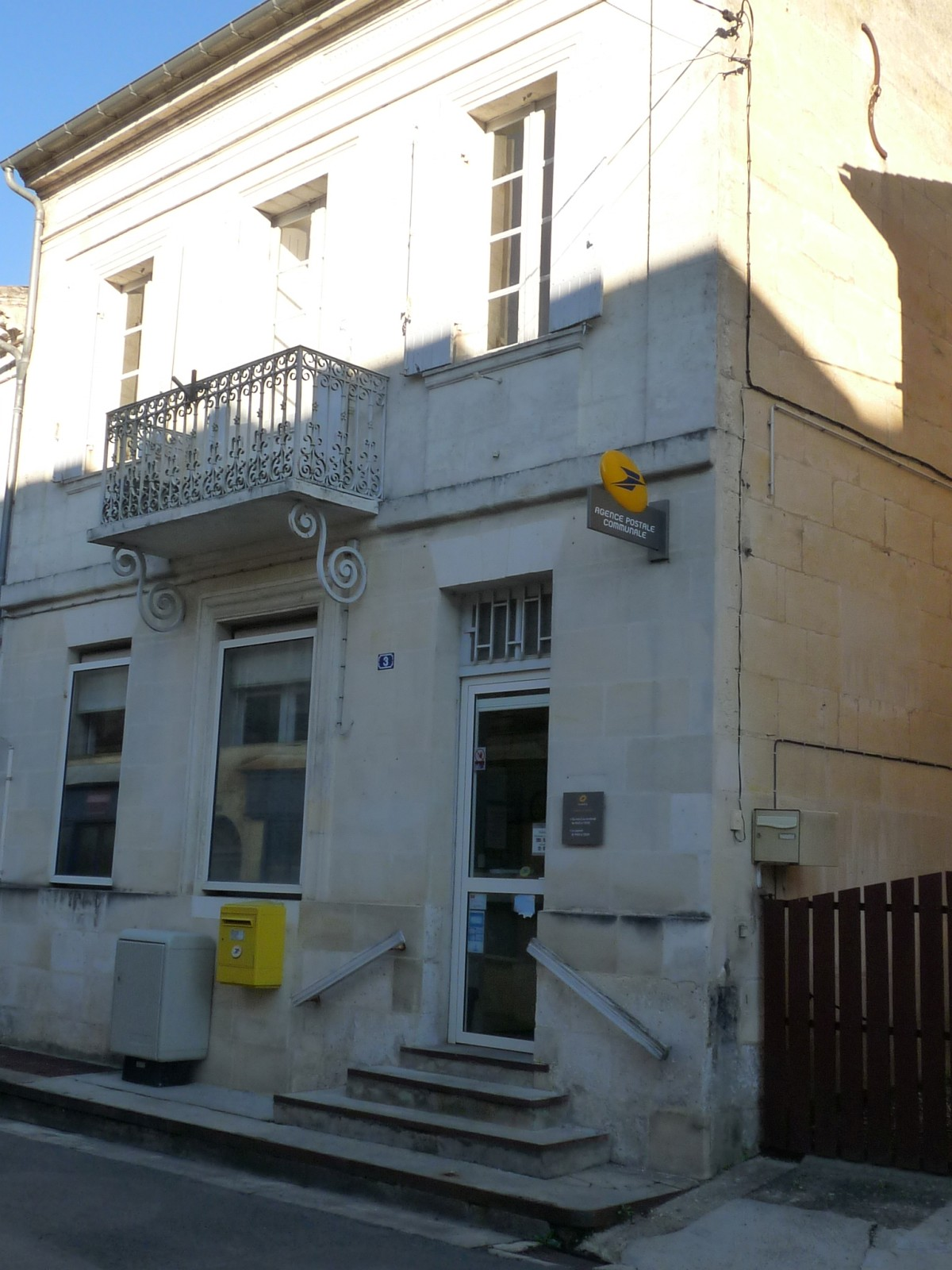
Bureau de poste.

## Culture locale et patrimoine

### Lieux et monuments
L'église Saint-Saturnin de style roman dans le bourg.
L'autel retable de la chapelle de la Vierge datant du XVIIIe siècle est classé depuis le 15 avril 1980 monument historique au titre objet. Il représente une Vierge à l'Enfant, en pied. L'autel retable principal datant de la même époque est aussi classé.

Église Saint-Saturnin
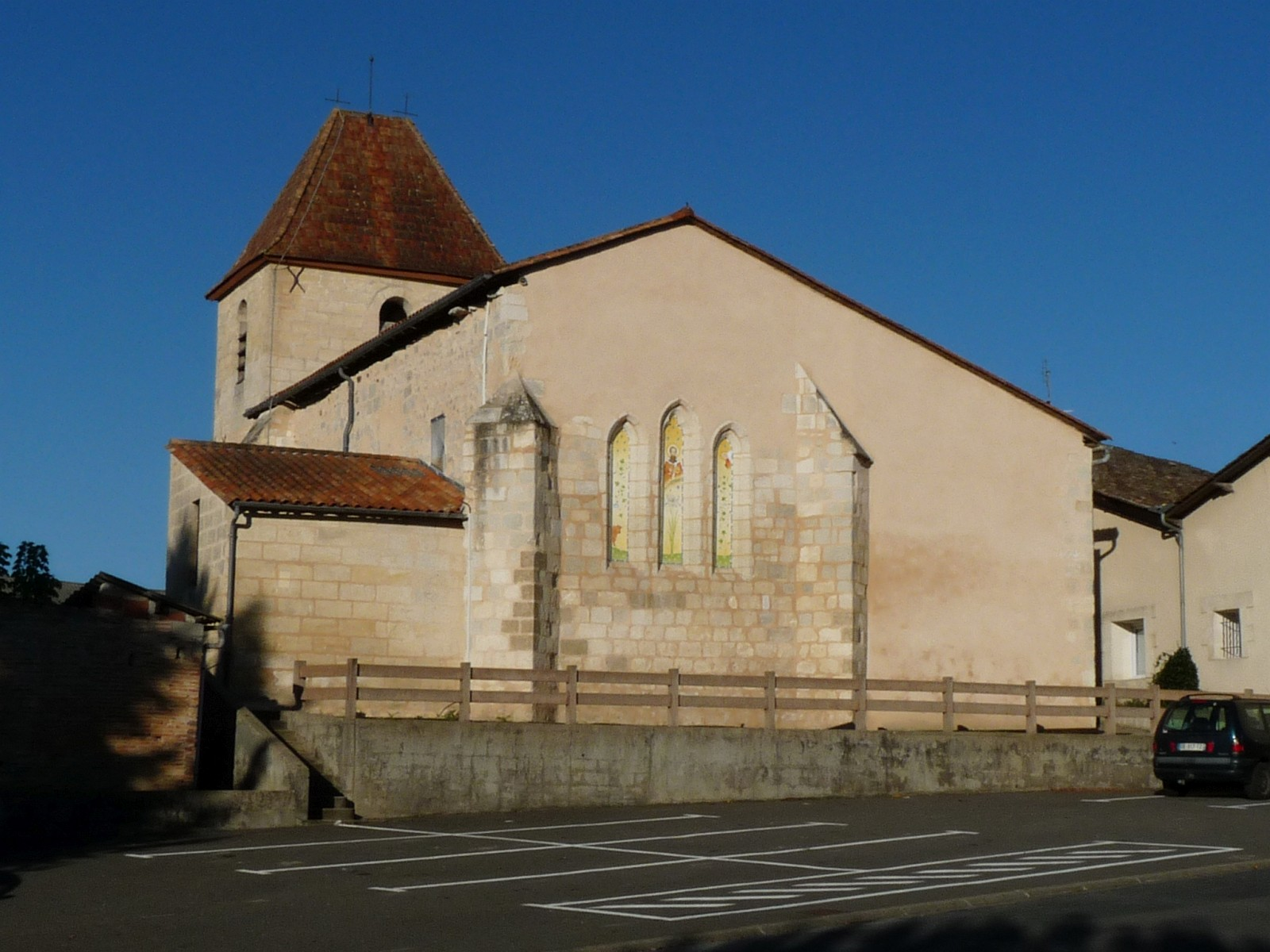
Le chevet et le clocher.
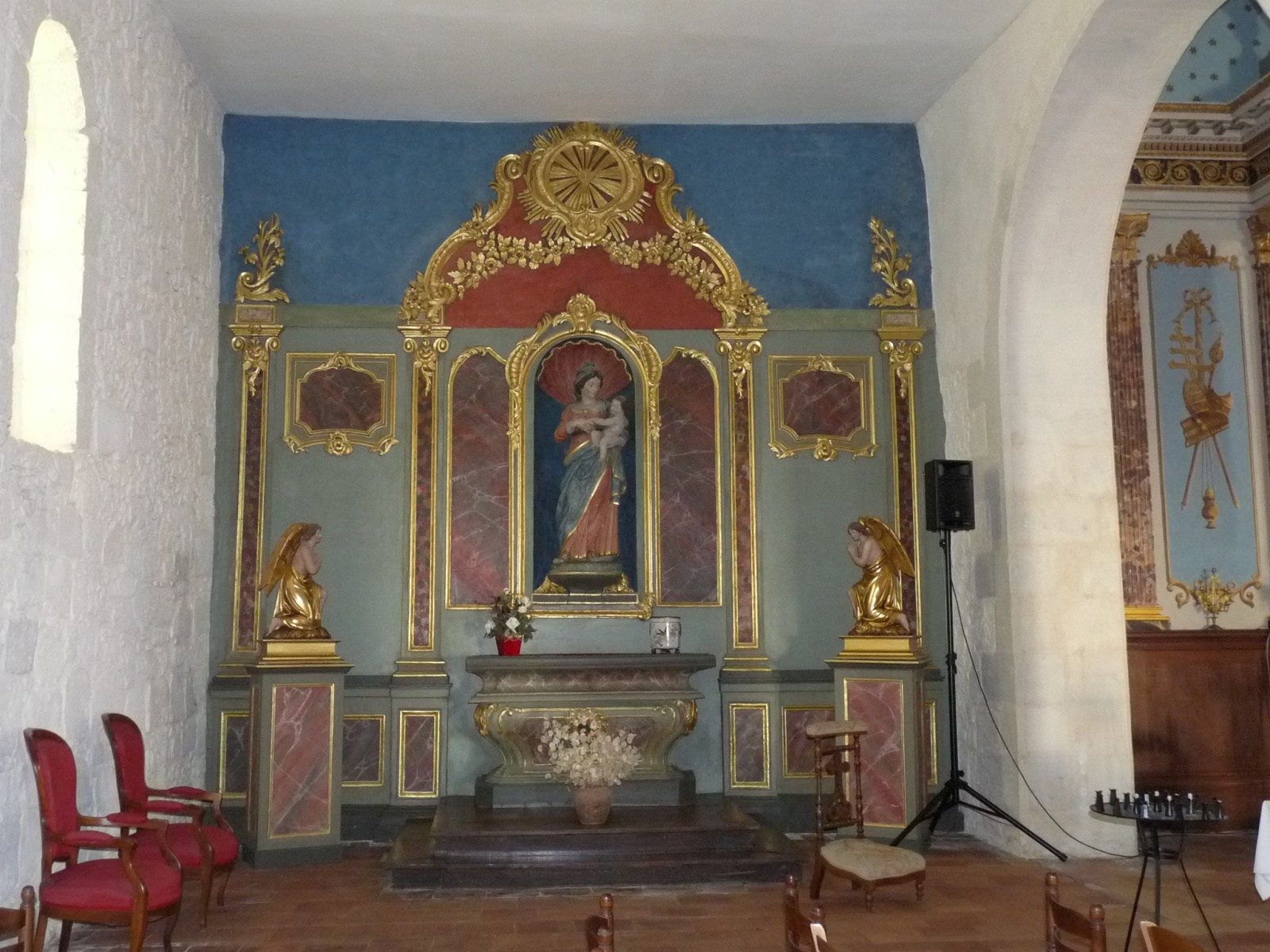
Autel de la Vierge.
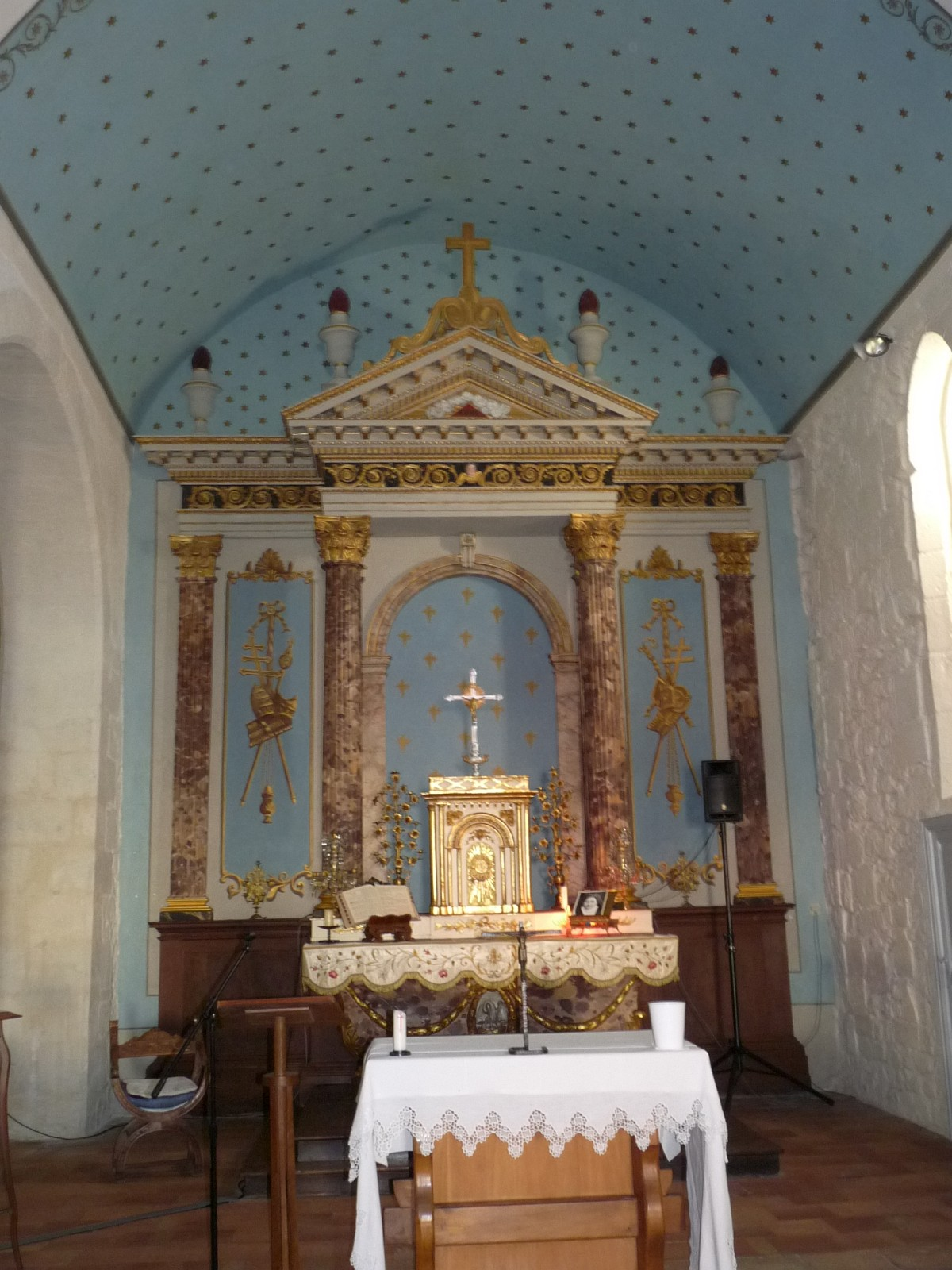
Autel principal.

#### Festival 666
Depuis 2018, le bourg accueille le Festival 666, un festival de Heavy Metal qui a lieu chaque année (exception faite de l'édition 2020 qui fût reportée à cause de la pandémie de Covid-19)

### Personnalités liées à la commune
- Max-Alain Chevallier, théologien protestant
- Pierre Ratier de Montguyon, homme politique, né le 13 novembre 1749 à Cercoux (Charente-Maritime) et mort le 5 juillet 1822 au même lieu.